# Макс Мозли
Макс Руфус Мозли (енгл. Max Rufus Mosley; Лондон, 13. април 1940 — Лондон, 24. мај 2021) био је британски аутомобилиста и председник Међународне Аутомобилске Организације (ФИА).
ФИА је непрофитна организација која заступа интересе аутомобилских организација широм света.
ФИА је такође тело које управља такмичењем Формула 1.

## Биографија
Макс Руфус Мозли је рођен 13. априла 1940. године у Лондону, као син сер Освалда Мозлија и Дијане Мозли.
Аматерски се бавио ауто-тркама, а касније је основао Марч Формула 1 тим. Бавио се правним и комерцијалним пословима тима од 1969. до 1977. године.
У касним 70-им Макс је постао правни саветник у Удружењу конструктора Формуле 1 (енгл. Formula One Constructors Association).
У тој улози је направио прву верзију уговора (енгл. The Concorde Agreement) између ФИА и Удружења конструктора, којим је уклоњен дугогодишњи спор између две стране.
Тај уговор и данас представља правну основу наступања тимова у Формула 1 такмичењу.

## Секс скандал
У британским таблоидима су се марта 2008. године појавили снимци са садо-мазо забаве коју је приредио Макс са 5 проститутки. По речима таблоида, сценарио је укључивао играње нацистичких улога. Та је оптужба имала јак значај пошто је Максов отац пре Другог светског рата био вођа фашистичке странке у Енглеској. Мозли је признао забаву, али је негирао нацистичке елементе.
Упркос овом скандалу, Макс Мозли је добио поверење ФИА три месеца након скандала и остао је председник удружења.